# Плайкард фон Геминген (1536 – 1594)
Плайкард фон Геминген (на немски: Pleikard von Gemmingen; * 1536; † 1594) е благородник от стария алемански рицарски род Геминген в Крайхгау в Баден-Вюртемберг, господар на Фюрфелд (част от Бад Рапенау), Бонфелд (част от Бад Рапенау) и Ешенау (част от Оберзулм).
Той е най-малкият син на Волф фон Геминген († 1555) и съпругата му Анна Маршалк/Маршал фон Остхайм († 1569), дъщеря на Филип Маршалк/Маршал фон Остхайм и Анна Маргарета Ландшад фон Щайнах († 1511). Внук е на Плайкард фон Геминген († 1515) и Анна Кемерер фон Вормс-Далберг (1458 – 1503).
През 1544 г. Плайкард и брат му Дитрих (1526 – 1587) наследяват Фюрфелд и Ешенау от бездетния им чичо Филип фон Геминген († 1544). По-големият му брат Дитрих наследява Геминген от баща им. Плайкард получава Фюрфелд, една част от Бьонигхайм, Ешенау и Дамхоф. Резиденцията му е във Фюрфелд и той престроява двореца. През 1574 г. той получава замъка и селището Бонфелд след смъртта на бездетния му братовчед Вайрих фон Геминген цу Бонфелд (1552 – 1574) и голямата библиотека на неговия баща Филип Мъдри фон Геминген (1518 – 1571), който е внук на дядо му Плайкард фон Геминген († 1515).
Фамилията фон Геминген притежава Ешенау от 1518 г. През 1650 г. фамилията фон Геминген продават двореца и селото Ешенау на фамилията Мозер фон Филзек.
Линията на Плайкард фон Геминген измира с неженения му внук Вайрих през 1678 г. Именията във Фюрфелд попадат на живеещите в Геминген братя Бернолф Дитрих фон Геминген († 1689) и Ото Дитрих фон Геминген (1647 – 1695).

## Фамилия
Плайкард фон Геминген се жени за Елизабет фон Нипенбург († 1581). Те имат децата:
- Волф Филип (1564 – 1597), женен I. за Маргарета фон Ремхинген, II., за Анна Мария фон Гюлтлинген
- Анна Бенедикта (1565 – 1571)
- Ханс Дитер (* 1566), женен за Доротея Агата фон Геминген-Бюрг
- Сабина Катарина (* 1567), омъжена за Кристоф фон Калтентал
- Елизабет (1572 – 1573)
- Плайкард (*/† 1573)
- Мария Салома (1575 – 1578)

Плайкард фон Геминген се жени втори път за Анна Фелицитас Ландшад фон Щайнах, дъщеря на Фридрих Ландшад фон Щайнах (* ок. 1530; † 1583) и Маргарета фон Ментцинген (* 1545; † сл. 1594). Те имат децата:
- Фридрих-Фюрфелд (* 15 октомври 1587, Фюрфелд; † септември 1634, Гермерсхайм), женен на 6 юни 1610 г. в Кохендорф за Анна Сибила Грек фон Кохендорф (* 1594, Кохендорф, Пфалц; † 17 юни 1671, Бонфелд); имат две дъщери и два сина
- Ханс Плайкард (*/† 1589)
- Анна Маргарета (*/† 1590)
- Райнхард (1591 – 1638), женен за Анна Агнес Грек фон Кохендорф († 1635); бездетен

- Гробната плоча на Елизабет фон Нипенбург († 1581), първата съпруга на Плайкард, при дворец Фюрфелд
- Гробната плоча на дъщеря му Анна Маргарета († 1590) при дворец Фюрфелд